# Corgatha odontota
Corgatha odontota är en fjärilsart som beskrevs av Fletcher 1952. Corgatha odontota ingår i släktet Corgatha och familjen nattflyn. Inga underarter finns listade i Catalogue of Life.